# Out from Athens
Out from Athens ist ein Musikalbum von Pandelis Karayorgis und George Kokkinaris. Die im August 2023 im Artracks Recording Studio, Athen, entstandenen Aufnahmen erschienen am 20. Mai 2024 auf Driff Records.

## Hintergrund
Der in Athen geborene Pianist Pandelis Karayorgis lebt seit den 1990er-Jahren in Boston und betreibt zusammen mit dem Holzbläser Jorrit Dijkstra das Label Driff Records. Der Kontrabassist George Kokkinaris wurde 24 Jahre nach Karayorgis in Athen geboren und ist einer der prominenten Musiker in der Improvisations- und Neuen Musikszene Athens. Out from Athens ist Karayorgis’ erste Zusammenarbeit mit einem griechischen Musiker seit vielen Jahren; das Album wurde an einem Nachmittag nach ein paar Proben in den Artracks Recording Studios (mit einem Fazioli-Klavier) in Athen aufgenommen. Es enthält  neben acht Improvisationen  drei Stücke von Karayorgis, außerdem ein Solo-Klavierstück („Astrikon“) und das Solostück „I Wake to Sleep, and Take my Waking Slow“ des Bassisten, letzteres inspiriert von einem Gedicht des amerikanischen Lyrikers Theodore Roethke. Der Titel des improvisierten Stücks „Throughgoing Line“ stammt von einem Gemälde des russischen Malers und Kunsttheoretikers Wassily Kandinsky.

## Titelliste
- Pandelis Karayorgis & George Kokkinaris: Out from Athens (Driff Records CD 2402)[2]

1. Sandbar (Pandelis Karayorgis) 3:44
2. Stele 3:56
3. Tropon Tropoi 2:29
4. Athene Noctua 2:50
5. Angry Trees Chasing Down the Light 4:43
6. Astrikon (Pandelis Karayorgis) 3:50
7. Erasures (Pandelis Karayorgis) 4:14
8. Mumbling Urban Poems 2:23
9. Argle-bargle 5:57
10. I Wake to Sleep, and Take my Waking Slow (George Kokkinaris) 3:18
11. Bumpy 2:41
12. Throughgoing Line (Pandelis Karayorgis) 4:04
13. Out from Athens 4:36

Wenn nicht anders vermerkt, stammen die Kompositionen von Pandelis Karayorgis und George Kokkinaris.

## Rezeption

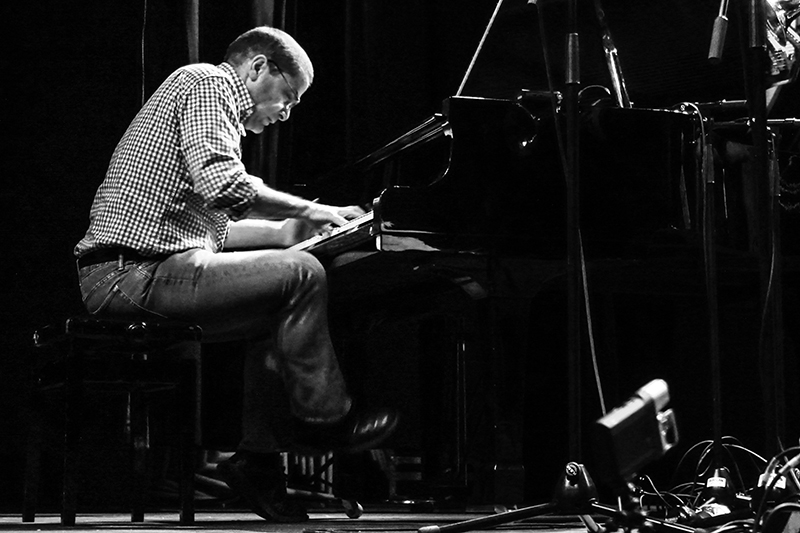
Pandelis Karayorgis in Aarhus 2017

Dieses generations- und genreübergreifende Duo habe sofort eine gemeinsame Musiksprache gefunden, die die Grenze zwischen zeitgenössischer Musik, Free Jazz und freier Improvisation verwische und auf Augenhöhe spiele, schrieb Eyal Hareuveni (Salt Peanuts). Sowohl Karayorgis als auch Kokkinaris seien furchtlose und ruhelose Improvisatoren, die die Herausforderung der Kunst des Augenblicks genießen und ihre Klangpalette gerne durch erweiterte Techniken ausdehnen. Die kurzen Stücke würden auf anregender Spannung und einem Gefühl der Dringlichkeit basieren. Besonders Karaygorgis’ Solostück „Astrikon“ und Kokkinaris’ Solostück „I Wake to Sleep, and Take my Waking Slow“ würden ihre jeweiligen eigenwilligen Idiome sowie ihre offenen Improvisationsstrategien hervorheben.
Bei dieser Zusammenarbeit würde Karayorgis auf einen Bassisten treffen, der mit seinem Instrument in ein Gebiet vorstoße, das hauptsächlich durch Klangfarben definiert sei. Bei den meisten Titeln lege Kokkinaris Wert auf erweiterte Techniken; etwa bei „Athene Noctua“ nutze er den Basskorpus als Schlaginstrument. Auf „Argle Bargle“ entlocke er dem präparierten Instrument mit dem Bogen grob strukturierte Klänge. Sein Solostück „I Wake to Sleep and Take My Waking Slow“ unterstreiche die Bandbreite seiner Klangpalette. Im Gegensatz zu Kokkinaris’ Bereitschaft, die Tonhöhe zu verzerren, um sein Instrument in klangliche Extreme zu bringen, würde Karayorgis’ Spiel von der Aufrechterhaltung von Tonhöhenbeziehungen mit dem musikalischen Äquivalent einer präzisen Diktion leben. Sein Sinn für Textur reiche bis zum Porösen, insbesondere bei der kargen und abstrakten „Throughgoing Line“. Selbst in den dichtesten, turbulentesten Passagen, wie etwa bei den energiegeladenen „Mumbling Urban Poems“, „Bumpy“ und dem Titeltrack, behalte er ein kühl gemanagtes und gut abgegrenztes Raumgefühl bei.